# Otaku and the Struggle for Imagination in Japan
Otaku and the Struggle for Imagination in Japan是派翠克·加布雷斯（Patrick Galbraith）撰寫的書籍，於2019年12月經杜克大學出版社出版。該本著作探討了御宅族的心理和他們與社會的關係，回顧該文化的歷史，並包含作者對秋葉原及女僕咖啡廳的考察，認為它們處於二次元和三次元之間。
2004至2011年期間，作者加布雷斯曾在秋葉原作實地考察，並在當地任職導遊，發表《御宅族百科全書》等研究御宅族文化的作品。他表示曾聽聞其他學者批評御宅族「越軌」或「危險」，所以他便想寫一本書整理前人研究，再結合自身觀察。

## 背景
2004至2011年期間，作者派翠克·加布雷斯（Patrick Galbraith）曾在秋葉原作實地考察，並在當地任職導遊。他先後在東京大學和杜克大學取得資訊研究博士學位和文化人类学博士學位；在撰寫該本著作之前，曾發表《御宅族百科全書》等研究御宅族文化的作品。之後在專修大學國際溝通學院任職助理教授。加布雷斯表示，他曾聽聞其他學者批評御宅族「越軌」或「危險」，所以他便想寫一本書整理前人研究，再結合自身觀察:0:55-1:40。他在著作中不斷為御宅族這一用語加入引號，因為他要求人們反思這一用語所代表的形象:1:40-2:06。作者在撰寫有關萌的部分時，先從參與者的角度探討，因此在角度上會認為這種情感很正常。然後再引入外界人士認為他們是異常的觀點，嘗試讓人們了解兩方的看法:18:28-19:18。

## 內容
該本著作探討了御宅族的心理和他們與社會的關係。加布雷斯以Gatebox用家跟該裝置投影出來的虛擬角色之間的互動作為開首，以此說明人們可對二次元虛擬角色及動漫本身產生熱愛——他把這類人定義為「御宅族」，希望人們對該一族群表達更多同理心。根據他的觀察，這類人經常被外界視為「變態」，於是以此一著作挑戰該一印象。認為應以想像力及酷儿理论的視角了解該一群體。若欠想像力，則只會看到一群「奇怪」的人。他在著作中以自身的表述來重複其他學者對該文化的看法，並加入自身觀察。
接著回顧男性御宅族的歷史及特質，並加入漫畫圖片輔助或取代文字說明該一文化，認為御宅文化比其他大眾文化的規範更嚴格，具有獨特的性別規範——當中反抗的是傳統的男性及戀愛規範。他指出起初出現了一群熱愛少女漫畫的男性，他們之後開始參與該類漫畫的創作，促成了蘿莉控漫畫的誕生。1980年代開始，日本社會上的主流論述把他們形容為「逃避現實」及「不成熟」。1989年宮崎勤事件發生後，日本大眾對御宅族的形象轉差，認為他們除脫離現實之外，還把虛構和現實混為一談。御宅族在一些人眼中甚至成為犯罪者預備軍。作者認為他們的擔憂自相矛盾：人無可能既脫離現實，又打算在現實中傷害孩童。同時稱蘿莉控的欲望只指向二次元角色的可愛和少女度本身，而非現實中的孩童。這一解讀與其他擔心他們是戀童和變態的媒體及學者相反。
接下來他刻畫了萌這個概念的起源和發展。認為讓人萌起來的角色能讓男性找到男性氣質規範的反面。而有關情感會在他們跟虛擬客體的互動中出現，最後慢慢被社會主流接受。除此之外，著作亦包含作者對秋葉原及女僕咖啡廳的考察。他表示秋葉原是「因御宅族而誕生，為御宅族服務的空間」，也是他們表演御宅性的空間，因此處於二次元和三次元之間。但同時政治家也有意利用該地對外宣揚他們認可的日本文化，那些不被認可的則受監管。他寫道曾有御宅族想在秋葉原以扮演成作品角色的樣子跳舞，但被當局阻止，之後引起反抗運動。作者也認為女僕咖啡廳反映了御宅族與三次元相比，更偏好於二次元的特點——根據他的觀察，顧客會想從女僕咖啡廳的女僕身上找到讓人萌起來的虛擬角色特質，而女僕也有意模仿該些角色，讓他們產生跟虛擬人物交流的感覺。他認為它的存在有助消去男性陽剛氣質的規範。創造出一片處於二次元和三次元之間的地帶（2.5次元）。

## 評價
東京國際大學助理教授芭芭拉·格林（Barbara Greene）和明德大学的尼科利娜·道伯瑞（Nikolina Dobreva）分別讚揚該一著作「有貢獻」和「具開創性」。前者還認為它探討了於《戰鬥美少女的精神分析》和《動物化的後現代》中缺失的環節。後者認為一些作者想帶出的重要觀點「過份重複」，但整體而言不累贅。不過宾夕法尼亚州立大学的評論者乔纳森·E·亚伯（Jonathan E. Abel）反表示難以區分該著作跟其他視御宅族為「正常」或「奇怪」的論述有何不同。分別任職於北海道大學及北京师范大学-香港浸会大学联合国际学院的艾玛·E.库克（Emma E. Cook）和霍尔格·布里尔（Holger Briel）讚揚著作整體質量。儘管如此，後者同時指責作者曲解了其引用的研究者的觀點，並指結論部分寫得不好，把一些讀者已了解的事再度重複。
佛羅里達海灣海岸大學的評論者雷切爾·泰特—里珀丹（Rachel Tait-Ripperdan）讚揚它的深度和廣度，不過仍評論指內容過於男性中心。該一批評亦可見於亚伯的評論。不過耶魯大學東亞語言及文學博士候選人凯特琳·卡西洛（Caitlin Casiello）認為這一聚焦有助對抗男性的性是不需要探討的觀點。來自北伊利諾大學的評論者E·泰勒·阿特金斯（E. Taylor Atkins）批評著作偏向异性恋本位的視角，欠處理非異性戀者如何參與該文化。亚伯對加布雷斯在研究中的角色感到困惑，指他脫離了其他人類學研究同時採用的內部和外部視角，只以內部的觀點出發。在描述一種文化時也過份側重消費方的視角，很少從文化工作者的角度出發。布里尔亦指著作雖有加布雷斯作為觀察者的成分，但整體而言以參與者視角為主，並指因知曉作者的御宅族身份，所以能了解部分段落的語氣。於紐約大學任職的托马斯·卢瑟（Thomas Looser）指著作本身能讓人反思御宅族文化是否與其他流行文化不同。並認為它即使有時想擺脫「二次元對三次元」這樣的二元對立角度，但整體而言仍採用這一視角。
阿特金斯寫道，加布雷斯對蘿莉控題材的處理手法是在跟該些擔心有關作品會對現實產生壞影響及物化女童的人打對台。亚伯指作者雖以一本雜誌的讀者要求該誌不要再加入三次元少女的寫真來證明蘿莉控明確把自身的欲望視為對二次元角色的欲望，但該一插曲也可解成由於對虛構少女角色產生欲望的讀者意識到自己也對三次元少女產生禁忌的欲望，因此決定壓抑它。表示他下結論時過於武斷，沒充份考慮其他可能性，即使該些可能性存在的機會可能很小。布里尔認為作者在批評西方媒體只關心有關文化的性表現甚至是兒童性表現時，應加入其他國家的傳統例子，以讓這一批評更有說服力。格林指作者雖寫道萌和御宅族的定義會隨時代而出現變化，但沒有在用語上看出這種區分。
根據亚伯的評論，作者雖鼓勵人們多包容和接受御宅族，但其論證很弱，有時甚至跟這一呼籲相反——例如他的一位受訪者認為御宅文化就是要不為主流大眾接受，才可成為它應有的模樣；此外亦指責他忽略了該文化內部的成員差異及身處的大社會環境。於馬尼拉雅典耀大學任職的克莉絲汀·蜜雪兒·桑托斯（Kristine Michelle Santos）指作者把酷兒理論應用在御宅族上的舉動為「大擔」。不過卡西洛對有關理論是否適合應用在御宅族身上表示疑問，因她認為該文化有著不少厭女和排斥非異性戀的元素，因此與整體酷兒運動的理念不一。
道伯瑞讚揚它在描述秋葉原時的手法，並特別指出著作中有關女僕咖啡廳的部分「出色」。卢瑟表示這部分讓他感受到了社會文化的不同。库克讚揚這一部分能加入更多女性方面（女僕）的聲音。布里尔對作者有關二次元和三次元之間的地帶論述表示好評。桑托斯讚揚了著作最後一章能夠很好地描述粉絲和學者在面對該一文化時的反應。卡西洛表示作者能以充份的篇幅證明御宅族文化的保守元素為何跟日本政府衝突。